# Korn (album)
KoЯn – pierwszy album amerykańskiego zespołu Korn, wydany 11 października 1994 roku przez Epic i Immortal. Album zawiera 3 utwory z poprzedniego albumu (demo) Neidermayer's Mind.  Album sprzedał się w nakładzie 10 milionów egzemplarzy.
Tematami przewodnimi piosenek albumu są narkotyki, przemoc wobec dzieci i dokuczanie. Sama okładka, uznana za kontrowersyjną, przedstawia małą dziewczynkę siedzącą na huśtawce i przyglądającą się mężczyźnie, którego cień widoczny jest obok niej.
W ostatnim utworze na albumie zatytułowanym Daddy, Jonathan Davis śpiewa o tym jak w dzieciństwie był molestowany seksualnie. Nie był on jednak ofiarą swojego ojca – jak sugeruje tytuł – lecz osoby, której tożsamości nie zdradził. Płacz wokalisty słyszany pod koniec utworu jest prawdziwy. Na żywo piosenka była wykonana tylko jeden raz, gdyż, według słów Davisa, jest ona dla niego zbyt osobista.

## Lista utworów
Side One
1. „Blind” – 4:18
2. „Ball Tongue” – 4:28
3. „Need To” – 4:01
4. „Clown” – 4:36

17:23
Side Two
1. „Divine” – 2:50
2. „Faget” – 5:49
3. „Shoots and Ladders” – 5:22

14:01
Side Three
1. „Predictable” – 4:32
2. „Fake” – 4:51
3. „Lies” – 3:22
4. „Helmet in the Bush” – 4:02

16:47
Side Four
1. „Daddy” – 17:30 (kończy się w czasie 9:31, następuje przerwa, po czym od 14:05 rozpoczyna się utwór ukryty).

17:30